# Utsukushi-ga-hara Open-Air Museum

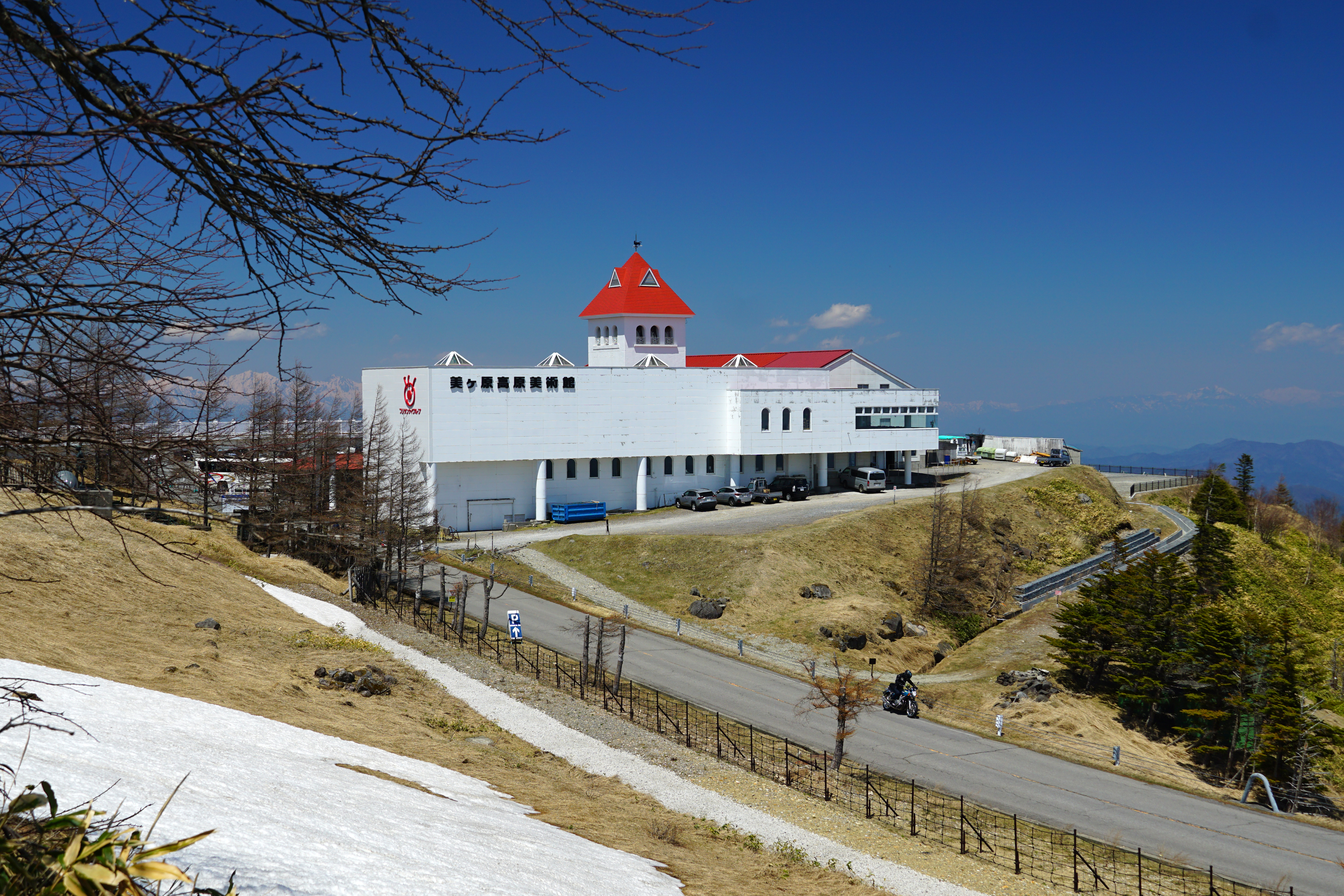
Entrébyggnaden på Utsukushi-ga-hara Open-Air Museum

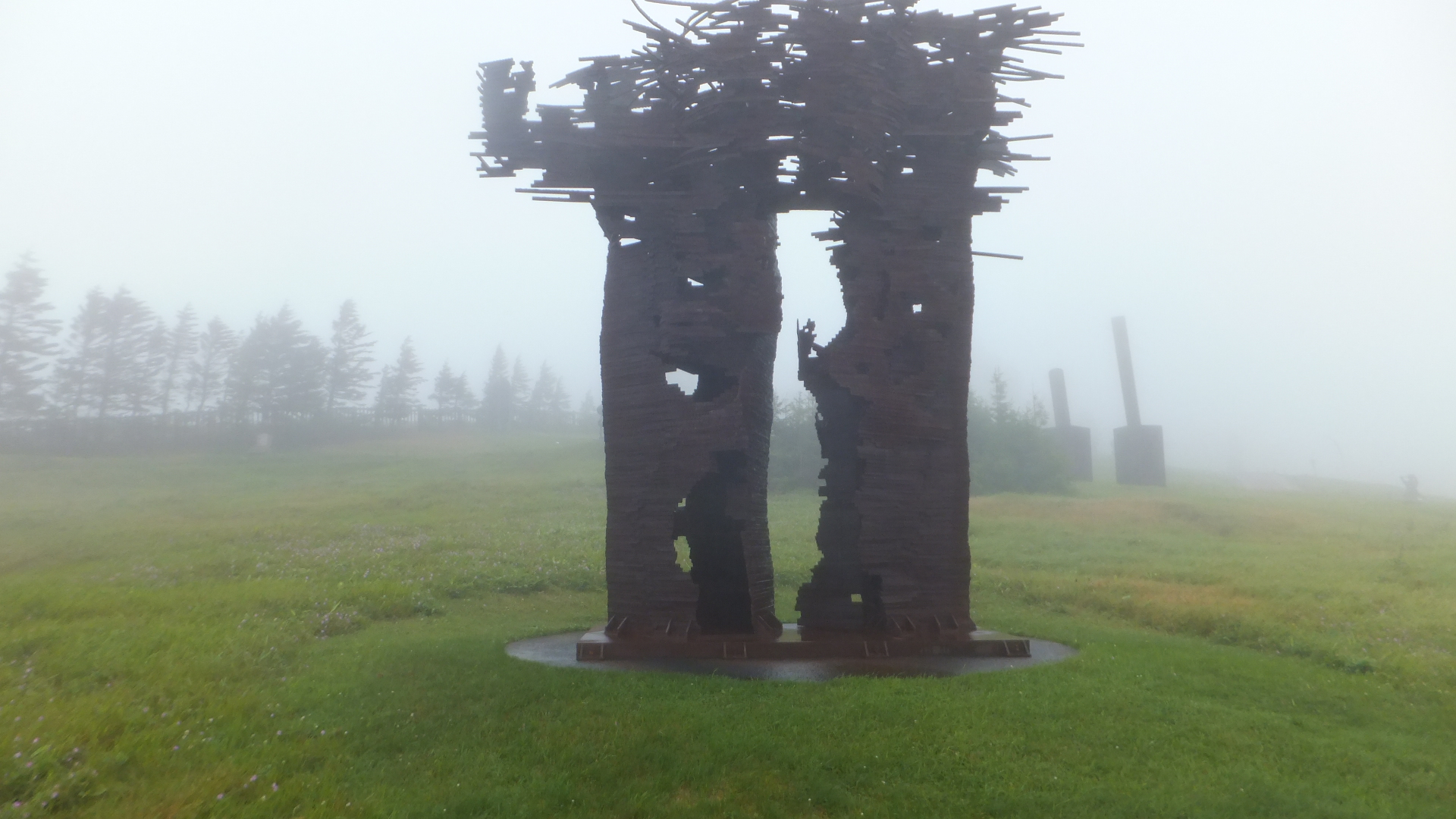
Skulptur av okänd konstnär

Utsukushi-ga-hara Open-Air Museum (美ヶ原高原美術館) är ett japanskt konstmuseum med skulpturpark i Nagano prefektur, som grundades 1981 av Nobutaka Shikanai (1911-1990).
Utsukushi-ga-hara Open-Air Museum ligger utkanten av den norra delen av Utsukushi-gahara Kogenplatån, som ligger på omkring 2 000 meters höjd i Japanska alperna. Det ligger med utblick österut mot staden Ueda. På en yta av fyra hektar finns drygt 350 skulpturer, flertalet av japanska konstnärer.
Det är ett systermuseum till Hakone Open-Air Museum, som Nobutaka Shikanai grundade 1969. Bägge museerna ägs och drivs av Fujisankei Communications Group. .

## Skulpturer i urval
- Iliad Japan av Alexander Liberman (1912–1999)
- Gun for Sparow Osaka punch av Bernhard Luginbühl (1929-2011)
- Fylfot 2 av Kakuzo Tatehata (1919-2006)
- My Sky Hole av Bukichi Inoue
- Thge Astral Compass av Susumu Shingu (född 1937)
- Thumb av César Baldaccini
- Fair Wind av Mitsuaki Sora (född 1933)
- Macht Arbeit Frei? A Portrait of the Artist as a Mummy av Igael Tumarkin (1933-2021)